# 크리스틴 라가르드
크리스틴 마들렌 오데트 라가르드(프랑스어: Christine Madeleine Odette Lagarde, 혼전 성씨: 랄루에트·Lallouette, 1956년 1월 1일 ~ )는 프랑스의 외교관, 경제학자, 변호사이다. 2011년 7월 5일부터 2019년 9월 12일까지 국제 통화 기금(IMF)의 총재를 역임했으며 2019년 11월 1일부터 현재까지 유럽 중앙은행 총재를 역임하고 있다.

## 생애
크리스틴 라가르드는 파리에서 로베르 랄루에트(Robert Lallouette)와 니콜 카레(Nicole Carré) 부부의 딸로 태어났다. 르아브르에서 유년 시절을 보냈으며, 고등학생 때에는 1년간 미국 메릴랜드주 베데스다에서 교환학생 프로그램(J-1 비자)에 참가한 경험 덕분에 영어에도 능통하다. 10대 시절에는 프랑스 아티스틱 스위밍 국가대표팀에서 활동한 경력을 갖고 있다.
크리스틴 라가르드는 1973년에 바칼로레아에 합격했으며 미국 메릴랜드주 베세즈다(Bethesda)에 위치한 홀턴-암스 스쿨(Holton-Arms School)에서 교육을 받았다. 미국 의회의사당에서 윌리엄 코언(William Cohen) 미국 의회 의원을 보좌하는 인턴 직원으로 근무했다. 프랑스로 귀국한 이후에는 파리 낭테르 대학교, 엑상프로방스 정치 대학에서 석사 학위를 받았다.
크리스틴 라가르드는 1981년 시카고에 본부를 둔 미국의 국제 로펌인 베이커 맥킨지(Baker & McKenzie)에 입사하면서부터 경쟁법, 노동 전문 변호사로 근무했으며 1995년에는 집행위원으로 선출되었다. 1999년부터 2004년까지 베이커 맥킨지 최초의 여성 회장을 역임했다.

## 장관 경력
크리스틴 라가르드는 2005년 6월 2일부터 2007년 5월 15일까지 프랑스 상무부 장관을 역임했고 2007년 5월 18일부터 2007년 6월 18일까지 프랑스 농업부 장관을 역임했다. 2007년 6월 19일부터 2011년 6월 29일까지 프랑스 재무부 장관을 역임했다.

## 국제 통화 기금
크리스틴 라가르드는 2011년 6월 28일에는 국제 통화 기금(IMF) 이사회에서 도미니크 스트로스칸의 후임 총재로 선출되었다. 2011년 7월 5일부터 2019년 9월 12일까지 국제 통화 기금 최초의 여성 총재를 역임했고 2018년에는 《포브스》가 선정한 세계에서 가장 영향력 있는 여성 3위에 오르는 영예를 안았다.

## 유럽 중앙은행
크리스틴 라가르드는 2019년 7월 2일에 유럽 이사회로부터 2019년 11월 1일에 마리오 드라기의 뒤를 이어 취임할 유럽 중앙은행 총재로 내정되었다. 2019년 9월 17일에는 유럽 의회가 크리스틴 라가르드를 유럽 중앙은행 총재로 임명하는 안건을 비밀 투표에 회부했는데 이 안건은 찬성 394표, 반대 206표, 기권 49표로 가결되었다. 라가르드는 2019년 11월 1일에 유럽 중앙은행 최초의 여성 총재로 취임했다.